# Goran Karačić
Pour les articles homonymes, voir Karačić (homonymie).
Goran Karačić, né le 18 août 1996 à Mostar, est un footballeur bosnien. Il joue au poste de gardien de but.

## Carrière
Goran Karačić rejoint le club d'Adanaspor lors de l'été 2016.

## Statistiques
| Saison                | Club                  | Championnat           | Championnat | Championnat | Coupe(s) nationale(s) | Coupe(s) nationale(s) | Total | Total |
| Saison                | Club                  | Division              | M.          | B.          | M.                    | B.                    | M.    | B.    |
| 2015-2016             | Zrinjski Mostar       | Premijer liga         | 24          | 0           | 0                     | 0                     | 24    | 0     |
| 2016-2017             | Adanaspor             | Süper Lig             | 5           | 0           | 0                     | 0                     | 5     | 0     |
| Total sur la carrière | Total sur la carrière | Total sur la carrière | 29          | 0           | 0                     | 0                     | 29    | 0     |

## Palmarès
Il remporte le championnat de Bosnie-Herzégovine en 2015-2016 avec le Zrinjski Mostar.

## Vie privée
Ses deux frères, Ivan (en) et Igor, sont tous deux handballeurs internationaux, le premier pour la Bosnie-Herzégovine et le second pour la Croatie.